# Florent Hanin
Florent Olivier Sylvain Hanin (Le Havre, 4 febbraio 1990) è un calciatore francese, difensore dell'Angers.

## Carriera

### Club

#### Le Havre 2
Hanin ha giocato per il Le Havre 2 per quattro stagioni, dal 2007 al 2011, tutte disputate nello Championnat de France amateur (CFA). In questo arco di tempo, ha totalizzato 69 apparizioni in squadra, con una marcatura all'attivo.

#### Leixões
Lasciata Le Havre, Hanin si è trasferito in Portogallo per militare nelle file del Leixões, squadra della Liga de Honra (successivamente nota come Segunda Division). Ha esordito in squadra il 21 agosto 2011, schierato titolare nel successo esterno per 0-1 contro il Naval. Il 29 aprile ha segnato la prima rete con questa casacca, nella sconfitta per 3-1 contro l'União Madeira. Ha chiuso la stagione con 27 presenze in campionato e una rete.

#### Braga B
Nell'estate 2012, Hanin è stato ingaggiato dal Braga B, squadra riserve del club omonimo. Ha debuttato con questa casacca l'11 agosto, schierato titolare nel pareggio per 2-2 sul campo del Benfica B. È rimasto in squadra fino al mercato invernale, collezionando 14 presenze in campionato.

#### Moreirense
Il 15 gennaio 2013, Hanin è stato ceduto in prestito alla Moreirense, formazione della Primeira Liga. Ha esordito nella massima divisione portoghese, schierato titolare nella sconfitta per 0-2 contro il Benfica. Ha giocato 12 partite in stagione, culminata con la retrocessione nella Segunda Liga. Tornato al Braga B, il 2 settembre 2013 è passato nuovamente in prestito alla Moreirense, dove è rimasto fino al gennaio successivo, collezionando altre 11 presenze.

#### Panetolikos
Il 18 gennaio 2014, si è trasferito ai greci del Panetolikos con la formula del prestito. Ha debuttato nella Souper Ligka Ellada in data 27 gennaio, schierato titolare nella vittoria per 0-1 sul campo dell'Ergotelis. Rimasto in squadra fino al termine della stagione, ha disputato 14 partite di campionato senza segnare alcuna rete.

#### Lierse
Il 4 luglio 2014, i belgi del Lierse hanno annunciato d'aver ingaggiato Hanin, che si è legato al nuovo club con un contratto dalla durata biennale. Ha esordito in squadra il 26 luglio, schierato titolare nella vittoria casalinga per 2-0 sull'Ostenda. Ha totalizzato 9 presenze in squadra, fino a marzo 2015.

#### Strømsgodset
Il 10 marzo 2015, i norvegesi dello Strømsgodset hanno comunicato sul loro sito internet d'aver aggregato in prova Hanin per la successiva settimana. Il 18 marzo, il calciatore ha firmato un contratto annuale. Ha esordito in squadra il 18 aprile, schierato titolare nel pareggio per 1-1 maturato sul campo del Rosenborg. Il 2 agosto ha segnato la prima rete nella massima divisione locale, nella vittoria per 0-6 sul campo del Tromsø. Ha chiuso la stagione con 30 presenze e una rete tra tutte le competizioni.

#### San Gallo
Il 5 gennaio 2016, gli svizzeri del San Gallo hanno annunciato d'aver ingaggiato Hanin, che ha firmato un contratto valido per il successivo anno e mezzo con il club elvetico. Ha esordito nella Super League in data 7 febbraio, schierato titolare nella sconfitta interna per 1-2 contro il Thun: una sua autorete ha regalato il successo alla formazione ospite. Nel corso di questa porzione di annata, ha totalizzato 17 presenze nella massima divisione svizzera. Ha iniziato anche la stagione successiva al San Gallo, ma il 3 agosto 2016 il club ha comunicato d'aver risolto il contratto con Hanin, che aveva chiesto la rescissione per motivi famigliari.

#### Belenenses
Il 3 agosto 2016, nello stesso comunicato che annunciava la rescissione col San Gallo, è stato confermato il suo trasferimento al Belenenses, in Portogallo.

## Statistiche

### Presenze e reti nei club
Statistiche aggiornate al 15 dicembre 2024.
| Stagione                 | Club                     | Campionato               | Campionato | Campionato | Coppe nazionali | Coppe nazionali | Coppe nazionali | Coppe continentali | Coppe continentali | Coppe continentali | Supercoppe | Supercoppe | Supercoppe | Totale | Totale |
| Stagione                 | Club                     | Comp                     | Pres       | Reti       | Comp            | Pres            | Reti            | Comp               | Pres               | Reti               | Comp       | Pres       | Reti       | Pres   | Reti   |
| ------------------------ | ------------------------ | ------------------------ | ---------- | ---------- | --------------- | --------------- | --------------- | ------------------ | ------------------ | ------------------ | ---------- | ---------- | ---------- | ------ | ------ |
| 2007-2008                | Le Havre 2               | CFA                      | 4          | 0          | -               | -               | -               | -                  | -                  | -                  | -          | -          | -          | 4      | 0      |
| 2008-2009                | Le Havre 2               | CFA                      | 19         | 0          | -               | -               | -               | -                  | -                  | -                  | -          | -          | -          | 19     | 0      |
| 2009-2010                | Le Havre 2               | CFA                      | 28         | 1          | -               | -               | -               | -                  | -                  | -                  | -          | -          | -          | 28     | 1      |
| 2010-2011                | Le Havre 2               | CFA                      | 18         | 0          | -               | -               | -               | -                  | -                  | -                  | -          | -          | -          | 18     | 0      |
| Totale Le Havre 2        | Totale Le Havre 2        | Totale Le Havre 2        | 69         | 1          |                 | -               | -               |                    | -                  | -                  |            | -          | -          | 69     | 1      |
| 2011-2012                | Leixões                  | SL                       | 27         | 1          | CP+CdL          | 3+3             | 0+0             | -                  | -                  | -                  | -          | -          | -          | 33     | 1      |
| 2012-gen. 2013           | Braga B                  | SL                       | 14         | 0          | -               | -               | -               | -                  | -                  | -                  | -          | -          | -          | 14     | 0      |
| gen.-giu. 2013           | Moreirense               | PL                       | 12         | 0          | CP+CdL          | -               | -               | -                  | -                  | -                  | -          | -          | -          | 12     | 0      |
| 2013-gen. 2014           | Moreirense               | SL                       | 11         | 0          | CP+CdL          | 2+0             | 0+0             | -                  | -                  | -                  | -          | -          | -          | 13     | 0      |
| Totale Moreirense        | Totale Moreirense        | Totale Moreirense        | 23         | 0          |                 | 2               | 0               |                    | -                  | -                  |            | -          | -          | 25     | 0      |
| gen.-giu. 2014           | Panaitōlikos             | SL                       | 14         | 0          | CG              | -               | -               | -                  | -                  | -                  | -          | -          | -          | 14     | 0      |
| 2014-mar. 2015           | Lierse                   | D1                       | 9          | 0          | CB              | 1               | 0               | -                  | -                  | -                  | -          | -          | -          | 10     | 0      |
| 2015                     | Strømsgodset             | ES                       | 26         | 1          | CN              | 1               | 0               | UEL                | 3                  | 0                  | -          | -          | -          | 30     | 1      |
| gen.-giu. 2016           | San Gallo                | SL                       | 17         | 0          | CS              | -               | -               | -                  | -                  | -                  | -          | -          | -          | 17     | 0      |
| 2016-2017                | Belenenses               | PL                       | 34         | 0          | CP+CdL          | 1+3             | 0+0             | -                  | -                  | -                  | -          | -          | -          | 38     | 0      |
| 2017-2018                | Belenenses               | PL                       | 34         | 0          | CP+CdL          | 1+4             | 0+0             | -                  | -                  | -                  | -          | -          | -          | 39     | 0      |
| Totale Belenenses        | Totale Belenenses        | Totale Belenenses        | 68         | 0          |                 | 9               | 0               |                    | -                  | -                  |            | -          | -          | 77     | 0      |
| 2018-2019                | Vitória Guimarães        | PL                       | 9          | 1          | CP+CdL          | 1+0             | 0+0             | -                  | -                  | -                  | -          | -          | -          | 10     | 1      |
| 2019-2020                | Vitória Guimarães        | PL                       | 28         | 1          | CP+CdL          | 1+4             | 0               | UEL                | 9                  | 0                  | -          | -          | -          | 42     | 1      |
| Totale Vitoria Guimaraes | Totale Vitoria Guimaraes | Totale Vitoria Guimaraes | 37         | 2          |                 | 6               | 0               |                    | 9                  | 0                  |            | -          | -          | 52     | 2      |
| 2020-2021                | Paris FC                 | L2                       | 34+1       | 1          | CF              | 1               | 0               | -                  | -                  | -                  | -          | -          | -          | 36     | 1      |
| 2021-2022                | Paris FC                 | L2                       | 34+1       | 0          | CF              | 1               | 0               | -                  | -                  | -                  | -          | -          | -          | 36     | 0      |
| 2022-2023                | Paris FC                 | L2                       | 25         | 0          | CF              | 3               | 0               | -                  | -                  | -                  | -          | -          | -          | 28     | 0      |
| Totale Paris FC          | Totale Paris FC          | Totale Paris FC          | 93+2       | 1          |                 | 5               | 0               |                    | -                  | -                  |            | -          | -          | 100    | 1      |
| 2023-2024                | Angers                   | L2                       | 27         | 1          | CF              | 3               | 0               | -                  | -                  | -                  | -          | -          | -          | 30     | 1      |
| 2024-2025                | Angers                   | L1                       | 14         | 0          | CF              | -               | -               | -                  | -                  | -                  | -          | -          | -          | 14     | 0      |
| Totale Angers            | Totale Angers            | Totale Angers            | 41         | 1          |                 | 3               | 0               |                    | -                  | -                  |            | -          | -          | 44     | 1      |
| Totale carriera          | Totale carriera          | Totale carriera          | 438+2      | 7          |                 | 33              | 0               |                    | 12                 | 0                  |            | -          | -          | 485    | 7      |